# オリンピアード
オリンピアード（英語:Olympiad）は、近代オリンピックにおける夏季オリンピックが開催されるべき（西暦の4で割り切れる）年から始まる4年間の期間であり、古代オリンピックに基づく暦である「オリンピア紀元（オリンピア紀）」（「オリンピア期」・「オリンピック暦」とも言う）を由来に採用された。
また、夏季オリンピックの正式名称は、「オリンピアード競技大会」（「Games of the Olympiad」）である。

## オリンピア紀元
元来、「オリンピアード」とは、古代オリンピック（オリンピア祭）に基づく暦である「オリンピア紀元（オリンピア紀）」（「オリンピア期」や「オリンピック暦」とも言う）のことであり、古代ギリシア（古代ギリシャ）のオリンピア（古代ギリシア語の発音に近い表記だと「オリュンピア」）にて第1回の古代オリンピックが開催されたとされる紀元前776年7月8日を起点に、それ以降4年ごとに開催された次回オリンピア祭までの4年間を指す紀年法であり、古代ギリシア人は、紀元前8世紀頃から、これを基準に4年間を1単位とし、例えば紀元前310年なら「オリンピアード第117回（第117オリンピアード）第3年」などと年を数えた。

## 近代オリンピアード
1896年にアテネで近代オリンピックが開催されたのにあわせ、同年を「第1次オリンピアード」の1年目とする暦年「近代オリンピアード」が開始された。また、オリンピック憲章で「オリンピアードは最初の1月1日から始まり、4年目の12月31日に終了する」と定められていることから、オリンピアード全体の起点は、1896年1月1日である（なお、第1回オリンピアード競技大会が開催されたのは同年4月）。以降も、西暦の4で割り切れる年の1月1日が、各オリンピアードの開始日になっている。
なお、日本語では、4年間の「オリンピアード」については、例えば「第1次オリンピアード」と、夏季オリンピックの正式名称については、例えば「第1回オリンピアード競技大会」と、それぞれ「次」と「回」とを使い分けている。

### 大会中止・延期時の扱い
オリンピック憲章の規定では、オリンピアード競技大会（夏季五輪）は、必ず1オリンピアードの1年目に行われるよう定められている。何らかの理由で1年目に大会が開催されなかった場合は、当該オリンピアードの残り3年の中で夏季オリンピックを開催せず、そのまま中止になり、開催都市の権利も取り消される。一方、大会の回次としては、暦年であるオリンピアードに付随して4年に1カウントされるものであるため原理的にスライドはせず、大会の回数としては欠番扱いになる。過去には、競技大会が3度中止されており、この3回の大会番号は欠番になっている。
| オリンピアード | 西暦 | 競技大会 開催都市 | 備考                                                   |
| -------------- | ---- | ----------------- | ------------------------------------------------------ |
| 5              | 1912 | ストックホルム    | 開催                                                   |
| 6              | 1916 | ベルリン          | 第一次世界大戦により大会中止。 第6回大会は欠番となる。 |
| 7              | 1920 | アントワープ      | 開催                                                   |

| オリンピアード | 西暦 | 競技大会 開催都市 | 備考                                                    |
| -------------- | ---- | ----------------- | ------------------------------------------------------- |
| 11             | 1936 | ベルリン          | 開催                                                    |
| 12             | 1940 | 東京              | 第二次世界大戦により大会中止。 第12回大会は欠番となる。 |
| 13             | 1944 | ロンドン          | 第二次世界大戦により大会中止。 第13回大会は欠番となる。 |
| 14             | 1948 | ロンドン          | 開催                                                    |

上述の規定により、五輪の年をまたいだ延期は想定されていなかったが、第32回オリンピアード競技大会（東京2020大会）において、本来の開催年度である2020年に新型コロナウイルス感染症（COVID-19）が世界的に流行したことにより同年中に開催が疫学的に不可能になった際、IOCおよび開催地である東京都、日本政府などの協議のうえで史上初めて1年延期され、2021年（第32次オリンピアード第2年）に開催された。この延期に関して、オリンピック憲章の当該条項の改正の必要性も指摘されている。
| オリンピアード | 西暦 | 競技大会 開催都市 | 備考                                         |
| -------------- | ---- | ----------------- | -------------------------------------------- |
| 31-1           | 2016 | リオデジャネイロ  | 開催                                         |
| 32-1           | 2020 | 東京              | 新型コロナウイルス感染症流行により大会延期。 |
| 32-2           | 2021 | 東京              | 第32回大会として開催                         |
| 33-1           | 2024 | パリ              | 開催                                         |

## 冬季オリンピック
冬季オリンピック（正式名称：「オリンピック冬季競技大会」）は、1924年より、夏季オリンピック（オリンピアード競技大会）と同じオリンピアード（4年間）に1回ずつ開催されるが、オリンピアードの連動は行っておらず、正式名称も「オリンピック冬季競技大会」である。大会の回数も、夏季五輪と異なり中止となった回次は欠番とされず次の大会にスライドしているほか、1994年以降は、開催年も夏季オリンピックの中間年に移され、1オリンピアードの3年目（西暦の4で割ると2余る年）に行われている。

## 古代と近代とのズレ
上述のように、古代オリンピアードの起点は紀元前776年であり、そこから計算すると、1897年に第669次古代オリンピアードが始まる。第1次近代オリンピアードは1896年に始まるため、両オリンピアードの周期は1年ずれていることになる。更に厳密に言えば、オリンピア紀元（古代オリンピアード）が7月8日を起点とするのに対し、近代オリンピアードが1月1日を起点とするため、この2点を併せて比較すると、近代オリンピアード2年目の7月からオリンピア紀元（古代オリンピアード）の1年目が始まり、ほぼ1年6ヶ月ズレていることになる。
このため、本来のオリンピア起源の1年目に行われた近代五輪は、（冬季大会込みでも）上述の1年延期された第32回大会のみであり、この大会は第700古代オリンピアードの初日（古代の元旦（古代ギリシア暦）/2021年7月23日）に開会式が開かれた。